# بییالکاسار د سیرگا
بییالکاسار د سیرگا (به اسپانیایی: Villalcázar de Sirga) یک شهرستان در اسپانیا است که در استان پالنسیا واقع شده‌است.

## خصوصیات
بییالکاسار د سیرگا ۲۵ کیلومترمربع مساحت و ۲۱۶ نفر جمعیت دارد.